# Haimro Alame
Haimro Alame (también conocido como Haimro Almaya; en amárico: አይሜሮ አላሚያ, en hebreo: איימרו עלמיה‎; 8 de junio de 1990) es un deportista israelí de origen etíope que compite en atletismo, especialista en la prueba de maratón. Ganó una medalla de oro en el Campeonato Europeo de Atletismo en Ruta de 2025, en la prueba de maratón por equipo.

## Palmarés internacional
| Campeonato Europeo en Ruta | Campeonato Europeo en Ruta | Campeonato Europeo en Ruta | Campeonato Europeo en Ruta |
| Año                        | Lugar                      | Medalla                    | Prueba                     |
| -------------------------- | -------------------------- | -------------------------- | -------------------------- |
| 2025                       | Bruselas/Lovaina (Bélgica) | Medalla de oro             | Maratón por equipo         |